# ヴィンランド・サガ
『ヴィンランド・サガ』（VINLAND SAGA）は、幸村誠による日本の漫画。『週刊少年マガジン』（講談社）にて2005年4月から連載が始まったが、週刊連載に幸村の執筆が追いつかず、同年10月に同誌での連載を終了、同年12月より『月刊アフタヌーン』（講談社）にて月刊ペースの連載を再開。2025年9月号をもって完結した。
11世紀初頭の北ヨーロッパ及びその周辺を舞台に繰り広げられる、当時世界を席巻していたヴァイキングたちの生き様を描いた時代漫画である。タイトルのヴィンランドは北アメリカ大陸にあったとされるヴァイキングの入植地のひとつで、主人公のトルフィンは11世紀に実在したと言われるアイスランド商人ソルフィン・ソルザルソンをモデルにしている。
2019年9月時点で単行本の累計発行部数は550万部を突破している。2009年に第13回文化庁メディア芸術祭マンガ部門大賞を、2012年に第36回講談社漫画賞「一般部門」を受賞している。西本英雄によるスピンオフ作品として『元祖ユルヴァちゃん』がある。

## あらすじ
作中では明確な章分けはされていないが、構成をもとに以下のように分けて各編のあらすじを記す。

### 成人前

#### プロローグ（第1話 - 第2話）
11世紀初めの西ヨーロッパ、フランク王国領。この時代、ヨーロッパの海という海、川という川に出没し、恐るべき速度で襲撃と略奪を繰り返す北の蛮族ヴァイキングは、人々の恐怖の的だった。その日も、とあるヴァイキングの集団がフランク領主同士の小競り合いに乗じて包囲されていた都市を瞬く間に落とし、蓄えられていた財貨を残らず奪い去っていった。この略奪はアシェラッドという男が指揮する兵団の仕業で、その中に2本の短剣を武器にする凄腕の少年がいた。その名はトルフィン。今回の襲撃で敵指揮官の首を取る戦功を挙げた彼は、見返りとしてアシェラッドに彼との決闘を求める。

#### 幼少編（第2話 - 第16話）
物語は10年前、1002年のアイスランドにさかのぼる。アイスランドはノルウェー王の統治を嫌う人々がスカンディナヴィア半島から移り住んできた土地で、強い戦士に憧れる少年トルフィンは、頼りがいのある逞しい父トールズと、病弱だが優しい母ヘルガ、年の離れた働き者の姉ユルヴァとともに貧しいながらも平和に暮らしていた。父の友人、船乗りのレイフから様々な冒険譚を聞き、はるかな「ヴィンランド」に憧れるトルフィン。
そんなある日、北海最強の戦闘集団 ヨーム戦士団のフローキが現れる。トールズは実は昔、「戦鬼（トロル）」の名で恐れられ、ヨーム戦士団の大隊長を務めていたが、ある日突然、首領シグヴァルディの娘のヘルガとともに姿を消していたのである。フローキはトールズの出奔を不問に付すかわりにイングランドとの戦に参加せよ、という首領の命を伝える。島民の身柄を押さえられたトールズはそれに応じ、数名の若者と友人レイフとともに本土との中継地点であるフェロー諸島を目指すことになった。これを知った少年トルフィンは、戦いへのあこがれから父に黙って勝手についてきてしまう。
しかしフェロー諸島で一行を待っていたのは、フローキから金と引き換えにトールズの処刑を命じられたアシェラッド兵団だった。トールズは「本当の戦士」たらんとする、自らの不殺の誓いを守り素手で奮戦、首領のアシェラッドまでも決闘の末に打ち破るが、トルフィンを人質に取られてしまう。トールズは決闘の勝利の証として、一行の無事をアシェラッドに誓わせた上で殺された。アシェラッドは誓い通りにレイフ一行を見逃すが、目の前で父を殺されたトルフィンは復讐に燃え、アシェラッドの兵団に取りついた。

#### ブリテン編（第17話 - 第54話）
9世紀から断続的に続いていたデーン・ヴァイキングによるイングランド襲撃は、11世紀に至ってデンマーク王のイングランド征服事業に発展し、大王スヴェンの時代に佳境を迎えていた。アシェラッド兵団はヨーム戦士団等と共にこの遠征に参加し、1013年、要地ロンドンの攻略に着手する。当時ロンドンを守っていたのはトルケルという名の巨漢のデーン人だった。トルフィンはアシェラッドの命でトルケルと対峙し、善戦するものの圧倒的な体格差を打ち破ることができず、かろうじて脱出に成功する。
短期のロンドン陥落は困難と見たデンマーク王は、4000人の軍勢を残して本軍を移動させ、幼さの残る王子クヌートを包囲将軍に命じる。しかしその後トルケルが攻勢に転じて包囲部隊を敗走させ、王子と護衛のラグナル、神父ヴィリバルドを捕虜にしてしまう。この局面を見たアシェラッドは単独でのクヌート王子救出を決意、マールバラ近郊でデーン軍部隊と交戦中のトルケル軍に火計を用いて奇襲し、王子たちを奪取する。アシェラッドにはクヌート王子を担ぎあげ、自らの野望のために旗印とする腹積もりがあった。
アシェラッド兵団はトルケル軍から逃れるため、ウェールズを北上してデーンロー帰還を目指す。しかし、過酷な風雪のため南寄りのマーシアに進路修正を余儀なくされ、宿営に用いた寒村での失策からイングランド軍に発見される。その状況下、アシェラッドはクヌートを王者として自立させるため、ラグナルを暗殺する。保護者であったラグナルを失い、クヌートは混乱する。
トルケル軍の接近を知った兵団は動揺し、大半がトルケル軍に寝返るべく反乱を起こす。アシェラッドは副官ビョルンとトルフィンにクヌート護衛を任せて橇で逃がし、裏切った戦士たちと交戦しているところにトルケル軍が到着する。トルケルは反乱軍の降伏を認めず、彼らを皆殺しにする。
クヌートはラグナルの霊との会話を通じて、自分の進むべき道を見出す。一方、アシェラッドの危機を感じとったトルフィンは馬で戦場に戻り、トルケルと再び対戦する。アシェラッドの協力を得てトルケルを追い詰めるが、そこに以前とは打って変わり、王者の風格を備えたクヌートが現れて決闘を中断させ、さらにトルケル軍を帰順させる。アシェラッドとトルケルという強力な部下を得たクヌートは、父王との対決を決意する。デーン軍の本拠地ゲインズバラに帰還し、1014年、スヴェン王に謁見する。
王との謁見を成功させ、派閥の確立を得たクヌートだったが、王はアシェラッドのある弱みを突き、クヌートとの二者択一を迫った。追い詰められたアシェラッドは乱心を装い王を殺害、その意を汲んだクヌートはアシェラッドを自ら誅するとともに王の代理たるを宣言、イングランドの実質的な覇権を握る。しかし、アシェラッドへの復讐のみに生きてきたトルフィンはその目的を失い錯乱、廃人同様となってしまう。

### 成人後

#### 奴隷編（第55話 - 第99話）
デンマーク軍を追放され、同時に生きる意味を失ったトルフィンは、奴隷身分に落ち、ケティルという男に買われる。彼はデンマークのユトランド半島に広大な土地を所有しており、トルフィンはそこで森林の開墾を命じられる。1015年、同じく奴隷として買われた元農民の青年エイナルと出会う。用心棒や奉公人から嫌がらせを受けながらも、元奴隷の奉公人パテールやケティルの父親スヴェルケルの助けを受け、2人はひたむきに開墾作業を続ける。
一方、クヌートは1016年にイングランド王を暗殺、イングランドの単独の王となり、さらに1018年、デンマークを治める兄ハラルドをもその手にかけ、デンマーク・イングランド両国の王となっていた。イングランドではデーン人駐留軍の維持費が問題となっていた。イングランド国民の反感を買わぬよう、税率を上げずに維持費を捻出するため、クヌートは農場主の次男オルマルを利用して、デンマーク有数の生産量を誇るケティルの農場を接収しようと、自ら100人の手勢を引き連れ、農場の接収に現れた。
ケティルは富を奪われることを恐れ、人手を寄せ集めてクヌート軍に抵抗するが敵うはずもなく、農場は惨劇の場と化した。トルフィンは農場の惨状を見かねて舞い戻り、特使としてクヌートへの謁見を試みる。クヌートは当初無視しようとするが、トルフィンは100回の殴打を耐え抜くことでかつてクヌートの近衛を務めたほどの強さを証立て、謁見にこぎつける。数年の時を経て邂逅した2人は、それぞれが異なる方法で理想を目指していることを知る。トルフィンの「ヴィンランド」への想いを聞いたクヌートは接収を取り止め、兵を引く。

#### 繋がれたアジサシ編（第100話 - 第109話）
ヴィンランドでの国作りを目指すトルフィンは、出資者を求めて隣村の村長ハーフダンを訪ねるが、早々に若い娘の密航騒ぎに巻き込まれる。娘はレイフの年若い義妹グズリーズで、村では彼女とハーフダンの息子シグルドとの結婚式の準備が進められている最中だった。ハーフダンとの交渉に入るトルフィンだったが、計画のみで担保を持たないため融資を断られるも、ギリシアまで持っていけば同じ重さの黄金と交換できるという『イッカクの角』を譲渡され、レイフと共にギリシアへ旅立つことになる。
一方、シグルドとの祝言を済ませたグズリーズだったが、初夜に発作的にシグルドの太ももを刺して逃げ出し、トルフィンと共に旅に出ることになる。屈辱にまみれたシグルドは、一族の名誉を取り戻すため、グズリーズを取り戻すまでは故郷に戻らぬと宣言、トルフィン一行を追う。

#### 北海横断編（第110話 - ）
トルフィン一行はレイフの友人、アルングリムが住むシェットランド諸島を訪れるが、村は焼き打ちに会い、瀕死の母親とその赤ん坊、手負いの犬一匹がようやく生き残っていた。母親は赤ん坊をトルフィンに託すと息を引き取り、トルフィンは赤ん坊のカルリと犬を船に乗せて里親探しを始める。
スカンジナビア半島に立ち寄った一行は、冬眠しそこなった熊に襲われるが、狩人の女性ヒルドに助けられる。実はヒルドは8年前、アシェラッド率いる一団に村を襲われ、ヒルドの父を殺したその下手人こそが少年時代のトルフィンだった。激しい戦闘の末、トルフィンの「争うことなく平和な国を作る」という贖罪を果たせるか監視すると告げ、ヒルドは行動を共にすることになる。
そのころ、ヨーム戦士団では先代首領が急逝して、空席となった「首領の座」を争って内部分裂が起こっていた。フローキは次期首領を孫のバルドルに継がせようとしていたが、敵対するヴァグン討伐に招いたトルケルからトルフィンが「トールズの息子」であること知り、次期首領の座を脅かすと判断したフローキは、トルフィン抹殺に乗り出す。一方、ヴァグンの陣営に招かれたトルフィンも「トールズを暗殺した黒幕」がフローキであったことを知り、激しい怒りに囚われる。
そんな中、ガルムによってヴァグンが殺されたことを知ったトルケルは、獲物を横取りされたことに激怒してヴァグン大隊を取り込んでフローキの陣営に迫っていた。

## 舞台と諸勢力
アイスランド
トルフィンの故郷。ノルウェー王ハラルドの支配を嫌った人々が、自由を求めて移住してきた土地。過酷な環境のため農耕による自活が難しく、漁業と牧畜中心の生活を続けている。島民同士の諍いは民会（シング）で調停する。その地理的条件から、戦乱の続くヨーロッパより比較的平和が保たれている。
フェロー諸島
アイスランドとノルウェーの中間に位置する島々。アイスランド、グリーンランドと本土の人と物をつなぐ中継地点、補給地点として機能している。
イングランド王国
アングロ・サクソン人の統一王国。9世紀にウェセックス王アルフレッドがそれまでの諸王国を併合してのちは南部のウェセックス地方が王国の中核をなす。首都はウィンチェスター。北部のデーンローを支配するデーン人とは微妙な小康状態を保ってきたが、11世紀初頭のイングランド軍によるデーン人虐殺を機に関係が悪化、その後デーン軍相手に敗北を重ねる。1018年、賢人会議でアングロ・サクソンの王に代わりデンマーク王が推戴され、実質的にデンマーク王国に併合される。
デーンロー
ブリテン島北部のデーン人が実効支配している土地の総称。中心地はヨーク。1013年の時点では北部のノーサンブリア、東部のイースト・アングリア、中部のゲインズバラを中心とする五城市地方などを支配下に収めていた。
デンマーク王国軍
デンマーク王スヴェン率いるイングランド征服軍。1013年の時点では総勢約20,000人。一時トルケル率いる500人の部隊が離反するも、クヌートの帰還とともに再び合流する。王の死後クヌートが軍を引き継ぎ、イングランド征服を完了させる。人数は不明だがイングランド征服後も駐屯軍としてイングランドに留まっており、その駐留費用はクヌートを悩ませている。
ウェールズ小王国群
イングランド西部に隣接する諸王国。元来はブリテン島全体を支配する民族だったが、5世紀以降、統一国家を樹立する前にアングロ・サクソン人の侵攻を受け西部の山岳地方に追いやられた。現在は多数の王国に分かれており、個々の王国の力はイングランド王国やデーンローに及ばないが、イングランド人とデーン人の争いには中立の立場を守っている。辺境に追いやられたものの、ローマ属州時代の伝統を守っている。モルガンクーグ王国など一部の国にはアシェラッドの素性を知る者がおり、彼と個人的な協力関係を持っている。
デンマーク王国
クヌートの故郷。デーン人の王都イェリング、アシェラッド兵団の帰宿港の一つである領主ゴルムの村、ヨーム戦士団の本拠地ヨムスボルグ、大農場主ケティルの所有地などがある。
ヨーム戦士団
ヨムスボルグに基地を持つ、北海最強を自負するエリート戦士団。現・首領はフローキ。かつてトルフィンの父トールズやトルケルが在籍していた。
北海横断編で大隊長の一人であるヴァグンがフローキと対立し、トールズの敵討ちを大義名分に反乱を起こす。フローキはトルケルに討伐依頼を出すが、戦う直前に配下のガルムが勝手にヴァグンを殺したことで獲物を奪われたと激怒するトルケルと対立。戦いの末にヨムスボルグが陥落し、フローキと彼の孫のバルドルは捕らわれ、トルフィンが団長に祭り上げられそうになるが、トルフィンによってヨーム戦士団の解散が宣言される。
アシェラッド兵団
アシェラッド率いる職業的バイキング集団。平時には海賊行為、傭兵稼業を行うが有事にはデンマーク軍の一部隊としても行動する。兵力100、軍船3艘。スヴェン王のイングランド征服に参加するが、途中でトルケルの軍勢と対戦し数名を残して全滅する。

## 登場人物
声の項は特記がない限りテレビアニメ版の声優。
時代漫画の性質上、実在の人物が多数登場するが、あくまで史実をもとにしたフィクションとして大幅なアレンジが加えられている。

### 主要人物
トルフィン
声 - 上村祐翔、石上静香（幼少期） / 松岡禎丞（朗読劇、LORD of VERMILION IVも同キャスト） / 橋本祥平（舞台）
物語の主人公。本名、トルフィン・トールズスソン。アイスランド出身。後に「侠気のトルフィン（トルフィン・カルルセヴニ）」とあだ名される。作中における誕生日は2月3日。
ヴァイキング集団の首領・アシェラッドに父親を殺され、その復讐のために仇であるアシェラッド兵団の中で少年時代を過ごす。金髪で茶色の瞳、長めの髪はいつもボサボサで、服装にも頓着しない。2本の短剣（1本は父親の形見である）を武器とする。戦場の中で育ったので、極めて無愛想で無口だったが、クヌートの身辺保護を任されるようになってからは、少しずつだが口数が増えていた。兵団にいたころは、戦いで得られるアシェラッドとの決闘の権利と、幼年期にレイフから聞いたヴィンランドだけが心の拠り所であり、関心事であった。
小柄だが、非常に敏捷でタフ。腕っぷしは強く、トルケルを一度追い詰めたこともあるほどだが、短気な性格が災いして劣勢に陥ることも多い。特にアシェラッドにはその癖や思考パターンを完全に読まれているため、全く歯が立たなかった。
アシェラッドが殺された際、ショックから一時正気を失い、クヌートに斬りかかったため奴隷身分に落とされ、ケティル農場に引き取られる。復讐という目的を見失い、無気力にただ生きていたが、エイナルと出会い、農業に取り組む生活の中で心の安定を取り戻す。その一方、殺し合い以外何も知らなかった自分の半生に苦しめられ、毎晩のように悪夢にうなされていた。
人生について思索を繰り返す中で暴力を忌避するようになるが、奉公人に開墾した農地を荒らされた一件では、怒りにまかせて奉公人を殴り倒してしまい、その後見た悪夢の中でアシェラッドと再会する。アシェラッドとの会話の中で、自身が今まで殺し合いの連鎖の中で生きてきたこと、未だそこから抜け切れていないことを悟り、以降は暴力との完全な決別を誓い、そしてたくさんの人を殺した後悔を背負いながら「本当の戦士」になることを目指していく。そのために自分が果たすべき使命として、遥か海の向こうのヴィンランドを目指し、そこに世の中から虐げられた人々を集めて「戦争も奴隷もない平和な国」を作ることを決意する。
アシェラッド
声 - 内田直哉 / 山路和弘（朗読劇） / 萩野崇（舞台）
職業的ヴァイキング集団、アシェラッド兵団の首領。デンマーク出身。
飄々とした人物で、手腕は冷酷非情。常に先を読み、人の才覚や性格を見抜き操る術にも長ける。トルフィンには仇として命を狙われながらも、彼を手下として使いこなす。短髪であご髭をたくわえ、常にローマ風の一枚プレートの胴鎧（ロリカ）を身につけている。また、正式の場ではトーガのようなものを身に纏う。なお、トルフィンからは「ハゲ」と呼ばれる。
デーン人豪族の父ウォラフと、ウェールズの元王女の母リディアの間に生まれた混血児。名はアシェラッド・ウォラフソン（ウォラフの子アシェラッド）で通しているが、アシェラッドは「灰まみれ」という意味のあだ名である。これは父が奴隷に産ませた彼に名前を与えなかったためである。庶子として馬小屋で育てられるが、11歳の時に父に才覚を見出され他の息子と共に館に住むことを許される。その後、2年で家族内での地位を固め、隙を見て父を暗殺し母の復讐と財産獲得を果たす。この時の自身への嫌疑をそらすために父と仲が悪かった兄に濡れ衣を着せるやり方は、後のスヴェン王暗殺計画でも踏襲している。14歳の時に末期の母を連れて故郷ウェールズへ赴き、このときウェールズの人脈を得る。
母親はアーサー王のモデルとされるケルトの将軍アルトリウスの子孫で、アシェラッドはその最後の末裔。彼のアイデンティティはデーン人ではなく母方のウェールズにあり、デーン人の兵団を率いながらも暴力のままに略奪を繰り返すヴァイキングを嫌っており、ブリタニアを滅ぼしたアングロ・サクソン人にも非情である。彼のウェールズへの帰属意識は誓いの口上にも現れており、通常の誓いはノルド人の神オーディンに誓う一方、トルフィンからの決闘を受け入れる際やトールズとの約束など、真に守る誓いではアルトリウスの名に誓う。
幼少時代に母から「アヴァロンから伝説の君主アルトリウス公が復活し、国を救う」という伝説を聞かされて育ったことから、アルトリウスのような偉大な王が現れるのを待ち望んでいた。兵団壊滅後は覚醒したクヌートに君主の資質を見出して忠誠を誓い、彼をデンマーク王にするために補佐していく。デンマーク王スヴェンに故郷ウェールズとクヌートの命を天秤に掛けるよう迫られた際、そのどちらをも救える選択肢として自らの命を捧げることを決意し、スヴェン王を殺害。その際、デンマーク王に対し自らをブリタニア王と名乗り、母に与えられた真の名として「ルキウス・アルトリウス・カストゥス」を称する。クヌートによって致命傷を負った後、駆け寄ったトルフィンに「本当の戦士になれ」と言い残す。
後に奴隷となったトルフィンの夢の中に現れ、殺し合いの連鎖ではない、「本当の戦い」を戦うことをトルフィンに諭す。
クヌート
声 - 小野賢章、遠藤綾（幼少） / 天﨑滉平（朗読劇） / 北村諒（舞台）
デンマーク王スヴェンの次男。作中における誕生日は7月12日。
女性と見紛うほどの美形。幼少時から宮廷での政争と父からの抑圧にさらされていたため、非常に臆病な性格で、お付きのラグナル以外に口を開くことがなかったが、同い年であるトルフィンの挑発的な態度に対して激昂し、初めてラグナル以外に口を開いた。料理なども趣味とする非常に優しげな性格だが、このような性格になった要因のひとつはキリスト教信仰にあるとスヴェン王に評されており、神を「我らの父」、「天の父」と呼び、実父と重ね合わせて絶対的なまでの愛情を抱いていた。
父に伴われてイングランド遠征に赴くも、ロンドン包囲戦で攻勢に出たトルケル軍に大敗、ラグナル、ヴィリバルドとともにトルケル軍の捕虜になるが、アシェラッドの計略で救出される。
ラグナルとの死別、ヴィリバルド修道士との問答によって、愛の本質と人間の不完全さを理解し、自らの手で地上に理想郷を築くべく、実父スヴェン王の打倒を誓う。その後戦場へと舞い戻り、豹変したその威風によりアシェラッドとトルケルの双方を従える。その瞳はトルケルがトールズの目に見出したものと同じ「不思議な輝き」を宿すようになる。
王位継承の意思を固めた後は冷徹な指導者となり、暴走気味なトルケルやスヴェン王の重臣だったフローキ、その両者を天秤にかけていたグンナルを見事に使いこなしている。
イングランド王位についた後は風貌も大きく変わり、長い髪を短く切りそろえて、無精髭を生やしている。最近ではデンマーク軍内でもその実力を認められている、とケティル農場に戻ってきたトールギルが話している。
王国の財源確保のため、オルマルの失態を口実にケティル農場の接収を図るが、トルフィンの説得に応じ兵を引いた。
レイフ（エイリークの子、レイフ）
声 - 上田燿司
大西洋を旅する陽気なオジサン。グリーンランド出身のキリスト教徒。幼いトルフィンにヴィンランドの旅の話を聴かせる。
義理堅い人物で、トールズの恩に報いるためにも行方不明のトルフィンを11年間探し続けていた。1014年にヨークにてトルフィンと再会、一緒に帰ろうと説得するが、復讐に燃えるトルフィンに拒絶されてしまう。それでも彼をアイスランドに連れて帰ることを諦めておらず、奴隷になったトルフィンを身受けしようと各地の奴隷市場を探して回った結果、ケティルと出会い、ケティルの農場にてトルフィンとの再会を果たす。その後は彼と彼の兄弟となったエイナルを伴ってアイスランドへと戻った。
実在の人物で、実在の人物である同年代生まれのトルフィンとともに、ヨーロッパ人としてはじめて北米に到達した人物として知られる。

### 幼少編
トールズ
声 - 松田健一郎 / 日野聡（朗読劇） / 中村誠治郎（舞台）
トルフィンの父。本名、トールズ・スノーレソン。トルフィンにとって理想の人物であり、強い影響を与える。人徳にあふれた人柄。
アイスランドに逃れる以前は、ヨーム戦士団の4人の大隊長の一人で、「ヨームの戦鬼（トロル）」と呼ばれた冷酷な戦士だった。だが長女ユルヴァの誕生や妻ヘルガによって戦場の非情と不毛に倦み、「本当の戦士」とは何かを見出し、戦士としての自分を放棄することを決意する。987年、ノルウェー沖のヒョルンガヴァーグの戦いにて溺死を装ってヘルガとユルヴァと共に脱走。このとき大隊長のトルケルに発見されるが、問答の末彼をねじ伏せる。その後、妻子を連れてデンマークを逃れ、新たに産まれた長男トルフィンや村人と共に平和な生活を送っていた。
しかし彼の生存はヨームの首領に知られており、デンマークのイングランド侵攻のため、村を人質とした出征要請に応じ、再び戦場へ向かう決意をする。だが戦士団小隊長フローキはトールズに私怨を抱いており、密かにアシェラッド兵団にトールズの暗殺を依頼していた。フェロー諸島でアシェラッド兵団の罠に落ちたトールズは素手で兵団を圧倒するが、その後アシェラッドとの決闘の末、トルフィンらの命と引換えに自らの命を差し出す。その高潔な生き方と凄絶な死は、トルフィンを復讐に生きさせる元となった一方で、アシェラッドをして彼に理想の君主を見出させるものだった。また、彼の不殺の戦いは、真の愛を追求する修道士ヴィリバルドに示唆を与え、トルケルは出奔時の彼の目に「不思議な輝き」を見出した。
ヘルガ
声 - 高梁碧
トルフィンの母。ヨーム戦士団の首領シグヴァルディの娘で、トルケルの姪。戦いをやめる決意をしたトールズに同意し、赤子のユルヴァを連れて父の元を離れた。穏やかな性格だが、ユルヴァの誕生に際し、娘だったことに失望したトールズが名付けを怠ろうとした時には激昂して名付けを迫り、慌てたトールズが咄嗟に自分の母の名前を付けたというエピソードがあり、一度だけ妻が怒った体験として後にトールズが語っている。
ヨークでトルフィンに再会したレイフの話では、1014年の時点で体調が悪化している。
1018年の12月にトルフィンと再会。ユルヴァとは違い、一目でトルフィンと分かり、温かく迎えた。娘夫婦や孫たちに囲まれて暮らしている。
ユルヴァ
声 - 生天目仁美 / 山崎紗彩（舞台）
トールズの娘でトルケルの大姪、トルフィンの姉。母親似の美貌は村の青年達の心を惹いているが、女性は通常参加しないクジラ漁に乗りこみ、一番槍を取って見せるなど、男顔負けの体力を持ち、性格も非常に勝ち気である。また金銭に執着しない父親に対して現実的な価値観を持っている。
トールズの死後、男手を失った家庭を必死に支えようと懸命に働く毎日を送る。それは父の死と消息不明の弟のことを生活の中で意識しないようにするためであったが、「もういい」と告げた母の前で初めて号泣した。
その後、アーレと結婚、1018年時点では4人の子供（男3人女1人）の母となっている。
1018年12月にトルフィンと再会。感激に涙を流すかと思いきや、最初は偽物だと思い込んで相手にせず、本物と判明しても連絡の一つもいれずに家を空け続けた弟（かつ跡取りの長男）を怒りのアッパーで迎え、100回の殴打にも耐えたトルフィン（上記の奴隷編のストーリー参照）を1発で意識不明にするなど、豪快で男勝りな性格は変わっていない。
西本英雄によるスピンオフ作品『元祖ユルヴァちゃん』の主人公。
ハーフダン
声 - 下山吉光 / 書川勇輝（舞台）
トルフィンたちの村の隣にある村の主。冷酷なまでに規律を重んじ、秩序は人を鎖につなぐことによって生まれるという信条をもっている。鉄鎖を武器や拷問具として扱うことに長け、法を軽んじる態度には部下にさえ容赦ない制裁を加える。
繋がれたアジサシ編にも登場し、歳を経てはいるがその影響力はますます強くなっている。
貧しい自作農に融資を行い、返済できないと土地を没収して小作化させ、富を増やしている。しかしその結果、負担が軽くなり、以前より生活が楽になった小作農も多い。
ヴィンランドとの交易（ヴィンランドの木材をグリーンランドやアイスランドに持ち込んで販売する）ための中継基地となるレイフの農場を身内につけるため、息子のシグルドとグズリーズを結婚させようとする。
アーレ
声 - 市来光弘
トルフィン一家の隣人で、ユルヴァに惚れているが幼少編の時点では相手にされていない。村の若者の中でも強い血気を持ち、トールズが出征するとき戦で一旗揚げようと同行した。だがその意気も本物の戦場で通じるものではなく、トールズの死に激昂してアシェラッドに斬りかかるも、一発で殴り倒されてしまう。
出征の際には、村のそばかすの少女に「気をつけてね」と言われるなどしたが、好意には気づいていなかった模様。後にユルヴァと結婚し、1018年現在で4人の子供を持つ父となった。
フローキ
声 - 斧アツシ / 村田洋二郎（舞台）
ヨーム戦士団の小隊長。強面で厳格な軍人肌だが、実際は嫉妬深く謀略家で、我欲でアシェラッドにトールズを暗殺させる。
その後もトールズ以外の有力者を次々と謀殺してヨーム戦士団を手中に収めている。デンマーク王位継承問題では長兄ハロルド派で、クヌート帰還後は王子を葬るために奸計を張り巡らせてアシェラッドと対立する。スヴェン王の死後、王に代わってデーン軍の主導権を得ようとしたがクヌートによりあっさり奪われてしまう。
クヌートが王位についてからは、重臣としてクヌートを支えているが、正確には完全にクヌートの家臣となったわけではない。フローキの所属はあくまでヨーム戦士団であり、クヌートとは同盟者のような関係にある。
北海横断編では、孫のバルドルを次期ヨーム戦士団の首領にしようと画策していたが、トルフィンがトールズの子であることが判明すると、次期首領を脅かす存在として危険視し、抹殺に掛かる。しかし、ガルムがトルケルから横取りする形でヴァグンを討ったことで激怒したトルケルと交戦する羽目になる。終盤、門が破られてことでヨムスボルグを放棄して逃げようとしたが、バルドルとはぐれたことで脱出に失敗し捕らえられる。戦後、トルフィンによって処刑は免れたがバルドルとともに追放を言い渡されると、すべてを権威を失ったことで一気に老け込み放心状態となり、バルドルと僅かな従者達とともに船でどこかに旅立った。
ビョルン
声 - 安元洋貴 / 濱野大輝（朗読劇） / 磯貝龍乎（舞台）
アシェラッド兵団の一員。アシェラッドの信任篤い片腕で、十数年間ともに戦ってきた傭兵団一の古参であるが、アシェラッドの過去に関しては何も知らない。殺しを好むがゆえに戦う、戦士としての矜持（プライド）が高い男。有事の際は「狂戦士のキノコ」と呼ばれる茸を服用して理性から解き放たれた狂戦士になる。
兵団の反乱の際にもアシェラッドへの忠義を保ち、クヌート王子を保護して逃走。追っ手を退けるために狂戦士化し大半を殺害するも、正気に戻った際に隙を突かれ、アトリに脇腹を刺されて重傷を負う。自らの死を悟った彼は尊敬するアシェラッドの手で死ぬことを選び、彼が底意ではデーン人を嫌悪していたことを知っており、彼との友情を確認してから果てた。

### ブリテン編
トルケル
声 - 大塚明夫 / 堀内賢雄（朗読劇） / 林野健志（舞台）
戦の大好きなデーン人の武将。ヨーム戦士団首領でトルフィンの母ヘルガの父シグヴァルディの弟であり、トルフィンの大叔父にあたる人物。非常に巨大な体躯を誇り、ヨーム戦士団のみならずデンマーク軍の中でもトップクラスの鬼将。齢50を超えながらもその巨躯から繰り出される怪力は健在であり、常人を遥かに超える強さを持つ。
「戦士」というもののあり方への矜持が強く、戦乙女（ヴァルキリー）にヴァルハラへ導かれることを願っており、良き戦いを求めるためには敵に寝返ることも厭わない。逆に、命惜しさに寝返って来た者は容赦なく殺戮する。一方で裏表のない気さくな性格であり、配下の戦士たちや一度は裏切ったデンマーク王国の諸将からも極めて強い人気を得ている。カエルが苦手。
かつてはヨーム戦士団の4人の大隊長の1人で、同じく大隊長であり自分より強い唯一の戦士であるトールズに強い友情と敬意を抱いていた。戦死したと思われていたトールズと再会し歓喜するも、その脱走計画を知り激昂し、処罰のために戦いを挑んだが、敗れて脱走を許す。後々「本当の戦士」とは何かを知ったトールズに付いて行かなかったことを後悔し続けることになる。
手応えのある戦いを求めてデーン軍からイングランド側に寝返りロンドンの守将となっていた。ロンドンの戦いでクヌート王子を破った後、一度は捕虜としたクヌートの身柄を奪い返すべくアシェラッド兵団を追跡。アシェラッドを裏切って投降してきた戦士たちをほとんど皆殺しにして兵団を壊滅させた。
その後、アシェラッドの身柄を巡ってトルフィンと決闘を行い、トルフィンを圧倒し追い詰める。だが、アシェラッドの助言を受けたトルフィンによって、弱点であるアゴへの一撃を受けて倒れ、自ら敗北を認める。この決闘の際、左目をトルフィンに抉られて失明している。その後現れたクヌートの目にトールズと似た不思議な輝きを見出し、クヌートについていくことを決め、デーン軍に復帰。クヌート王子の有力な将となる。
その後、平定した領地の統治を任されるが、小競り合いすら起きないほどの平和のせいで、よその民家の夫婦喧嘩に乱入しようとするほど戦いに飢えるようになる。戦いを求めてクヌートの元を離れ、フローキのヴァグン討伐の要請を受けてヨーム戦士団の陣営に訪れていた時にトルフィンと再会し、フローキにトルフィンはトールズの息子であることを明かした。その後、ヴァグン討伐に赴くが、ヴァグンが潜入していたヨーム戦士団のガルムに殺されたことを知り、獲物を横取りされたことに激怒した彼は、ヴァグン大隊を取り込んでフローキ打倒を目指す。フローキ側の説得に耳を貸さなかったが、元凶であるガルムの身柄を送られると、彼の懇願で一騎打ちをして引き分ける。その後、ヨムスボルグ攻めでは緒戦は大量の丸太を落とされた上に火を放たれて火だるまとなって大やけどを負うがすぐに復帰し、門を破った後はフローキを見つけるがユミルが立ちはだかり互角に戦った末に下す。
戦後、一時首領の座に就いたトルフィンが、ヨーム戦士団の解体を宣言した際、トルフィンに頼まれてトルケルはクヌートの密命があったことをヨーム戦士団に明かして解体を強制した。その後、トルケルは見返りにトルフィンに決闘を申し込んだが、グズリーズの決死の仲裁で決闘を取りやめる。
アスゲート
声 - 竹内良太 / 加藤靖久（舞台）
トルケル軍の副将。戦いにしか興味のないトルケルの代わりにトルケル軍の指示を出すことも多い人物。
トルフィンとの決闘に横槍を入れてトルケルの怒りを買うが、命を賭してトルケルを諫止してみせた。それを見たアシェラッドからその態度と胆力を大いに評価されている。また、クヌート陣営の主立った作戦会議にはトルケルやアシェラッドと並んで参加している。
トルグリム、アトリ
声 - 後藤ヒロキ（トルグリム）、高橋伸也（アトリ） / 澤田拓郎（アトリ・舞台）
アシェラッド兵団の幹部の兄弟。トルグリムは恰幅の良い粗暴な性格の兄で、アトリはヴァイキングらしくないやや小心な弟。
かなりの古株だったがトルケル軍の脅威を前にしてアシェラッドを見限り、兵団を扇動して反乱を起こす。アトリは逃げたクヌート達を追い、トルグリムは足止めしているアシェラッドと戦う。アトリは追跡の途中でトルフィンに顔面を蹴られ、落馬して気絶。目を覚ました時にクヌートに集中しているビョルンに不意打ちでナイフを刺して深手を負わせるも、王として覚醒したクヌートに従って来た道を戻る。一方、トルグリムはアシェラッドを足を負傷させて捕らえたところにトルケル軍が到着し、すぐに武器を捨てて降伏を申し出るも、トルケルはそれを許さずアシェラッド以外皆殺しにされる。自身はトルケルと対峙するも彼の恐ろしい威圧の前に精神が破綻し茫然自失となり、アトリが戻った時には彼のことが分からないほど精神が幼児退行していた。その後、アトリはアシェラッドから路銀を得てトルグリムを連れて故郷に戻る。
北海横断編で再びアトリが登場し、家族を持っていたが食っていくために盗みを働いていた。ヴァグンの陣営で盗みを働こうとして捕まり、尋問された時にフローキの依頼でトールズを殺したことを明かした。
原作ではヴィリバルドの愛について尋ねる場面と反乱の時とそれほど出番は多くなかったが、アニメでは大幅に出番が増えており、トールズ暗殺の時から登場している。当時のトルグリムの髪は短髪であった。
ラグナル
声 - 浦山迅 / 津田英三（朗読劇） / 佐久間祐人（舞台）
クヌートの忠臣であり教育係。キリスト教徒でトンガリ頭が特徴。権力闘争が繰り返されるイェリングの王宮で病弱なクヌートを守ってきた。クヌートがトルフィンと口論するまでは、彼の唯一の話し相手であった。
クヌートの「王としての成長」を促すために、アシェラッドの策略で殺害される。その後、クヌートの夢枕に立ち「王としての目覚め」を告げて消えていった。
ヴィリバルド
声 - 日野聡 / 高橋広樹（朗読劇） / 林田航平（舞台）
クヌート王子の教師を務める、キリスト教の修道士。
ボサボサに伸びた髪と髭のために年配に見えるが、実は23歳の青年。身だしなみを整えると歳相応の顔になる。極度のアルコール依存症で、酒宴の席では酒神エギルの生まれ変わりと言われるほどの酒豪ぶりを披露していた。
みすぼらしい風体と異様な言動のため周囲から軽んじられるが、自らの信仰の中で熱烈に「愛」とは何かを常に追求している。そのあまりに真摯な追求ゆえにその結論は晦渋なものとなり、アシェラッドの手下たちやトルケル軍の戦士達にはほとんど理解されなかった。アシェラッド兵団の古参からトールズの「本当の戦士に剣は要らない」という言葉を聞き、そこにヒントを得る。その後、ラグナルを失ったクヌートに「愛」の本質は何たるかを教え、彼を王に導く。
スヴェン
声 - 菅生隆之
デンマーク王。クヌートの父。イングランド遠征を主導し、デーン人支配地域（デーンロー）に滞在してヨークを拠点として整備する。かつて王国を憂いて父から王位を簒奪したが、自身も王位のもたらす権力の保持と拡大の欲求に取り憑かれる。
王位継承に関し、2人の息子による家臣同士の内乱とそれに伴う国力弱体化を危惧し、長兄ハラルドより貧弱な次男クヌートをイングランドで戦死させようと企てる。しかし、意に反してクヌートが苦難を乗り越えたため、彼に辺境のコーンウォールを与えて懐柔を試みるも、クヌートの腹心アシェラッドに逆にやり込められてしまう。しかし、アシェラッドのウェールズへの執着にいち早く気づき、ヨークの宴席で、彼にウェールズかクヌートかの選択を迫るが、自らの命と引き換えに両方を救う選択をしたアシェラッドに首を斬られ死亡。
死後、生首の姿でクヌートの前に度々現れ、自分と同じ道を歩むクヌートを皮肉る。
グンナル
声 - 最上嗣生
ラグナルの弟。風貌は瓜二つだが、兄より細身。ラグナルの命令を受け、クヌートの亡命先を確保していたが、クヌートはスヴェン王と対峙する道を選んだため亡命を断る。
兄ラグナルとともにクヌート側として働いていたが、兄の死を聞いた後、スヴェン王側の間諜を務める。その行動はアシェラッドに見抜かれていたが、あえて泳がされていた。
クヌートがイングランド王位についた後は、フローキとともに重臣としてクヌートを支えている。

### 奴隷編
ケティル
声 - 手塚秀彰
トルフィンを奴隷として買ったデーン人の大地主。
昔はその勇猛な戦いぶりから「鉄拳のケティル」の異名を取った戦士だ、という逸話が若い戦士の間で知られているが、実は「鉄拳のケティル」とは同名の別人であり、周囲の勘違いを否定せずに利用しているだけである。この事実を知っているのは本物の「鉄拳のケティル」との面識がある「蛇」、秘密を打ち明けたアルネイズのみである。
自ら率先して農場で働く勤勉な人物。エイナルやトルフィンに自由身分を買い取るための方策を与えたり、自らの農場に盗みに入った幼い兄妹の身の上話に同情して涙ぐんでしまうなど、温和で優しい性格の持ち主。しかし、強さこそを第一とするデーン人社会においては、その気質は欠点であり、体面を保つために望まぬ行動をとらねばならないことに苦悩している。
トルフィンとエイナルに対しては「働き者」と評価しており、彼らが自由身分を買い戻した後も農場で働かないかと誘う。
デンマーク王のハラルドに寄進を行い、後ろ盾を得ることで農場の安全を保っているが、その農場の経営方針について、父スヴェルケルと諍いが絶えなかった。ハラルド亡き後はクヌートに取り入ろうとするが、オルマルの失態が原因で農場が危機に陥ってしまい、失意のあまり憔悴して農場に戻った際、アルネイズが逃亡を図ったことを聞いて激昂し、アルネイズを棒で打ち据えてしまう。怒りで我を忘れたうえに、クヌート軍が自らの手勢のの三分の一の100人と聞いて舐めてかかるが、圧倒的な兵の能力差の前に手勢は壊滅、奉公人や客人にも見捨てられ、自らも戦闘で重傷を負った。
戦後、傷は回復したものの、アルネイズや富・名声を失ったショックから立ち直れず、隠居状態になった。
エイナル
声 - 武内駿輔
ケティル農場に新しくやってきた奴隷。ノルド系イングランド人で、ノルド語とイングランド語に堪能。元は農夫であるため、農事にくわしい。その出自から村に略奪を働く戦士達を憎んでいる。農場に連れて来られるまで何度も脱走を試みており、その度に罰を受けていたがあまりへこたれていなかった。
明るい性格で、あまり返事をしないトルフィンに対しても積極的に話しかける。また、ケティル農場の跡取り息子に殺されそうになった時、自分の身代りを名乗り出たトルフィンを、身を挺して逃がそうとし、捕まった後もトルフィンの身を案じて暴れた。トルフィンが元戦士であったことを知った際は一瞬憎悪を抱いたが、罪の意識で毎晩うなされるトルフィンを見て考えを改め、友人として接するようになる。その後、トルフィンとは奴隷生活での様々な苦難や、アルネイズとガルザルの逃亡事件、クヌートとの停戦交渉などの修羅場を共に乗り越え、互いを兄弟と呼び合う存在となった。
根っからの農民らしく、農業に対しては非常に真摯かつ全力で取り組む。トルフィンと2人で開拓した農地を奉公人達に荒らされた時は、静かに激怒していた。
好意を持ったアルネイズに対し、これ以上不幸になってほしくないと考え、アルネイズと夫ガルザルの逃亡をトルフィンとともに助けるが、蛇達によって阻止される。この一件で、世の中から戦争と奴隷をなくしたいというトルフィンの理想に強く同調するようになる。
ケティルによる暴行が元でアルネイズが死んだことで、復讐心に呑まれそうになるが、トルフィンの思いを込めた説得を受け、アルネイズの墓の前で、戦争も奴隷もない新天地を共に目指すことを誓った。
オルマル
声 - 林勇
ケティルの息子。次期当主だが、自分をケティルの息子としてでしか扱ってくれない周りに嫌気がさしている。
本人は剣で名を上げたがっていたが、実際はその腕も度胸もなく、クヌートにケティル農場接収の口実作りとして利用されてしまう。
その後は後悔と自責の念から、おぼろげながらも当主代理としての立場を自覚し、戦争の口実となった自らの至らなさ（失態を黙って笑われる勇気が無かった）を認めながら降伏（ケティル一族の国外追放）を決める。しかしその直後、トルフィンの体を張った和平交渉を目の当たりにし、感謝しながら一行を見送った。戦後は、半ば隠居したケティルに代わって事実上の当主となり、戦死者への多額の賠償を支払う。以後は自ら率先して畑仕事に励んでいる。
トールギル
声 - 楠大典
ケティルの長男。クヌートの元従士で、大柄で腕っ節が強く、戦いを好む典型的なヴァイキング気質の人物。
クヌートの策略をいち早く察知しながら、あえてオルマルを煽って戦闘の口実を作らせた。
戦士としては有能であり、オルマルを侮辱した戦士数人を皆殺し、自分達を捕らえに来た兵達もあっさり血祭りにあげている。かつての上司であったウルフからは「良い部下だった」と言われ、ケティル農場侵攻の際には、クヌートを狙って海から単身切り込み、その大胆さをクヌートにも評価されている。また、農場に戦士を集める上でも一計を案じており、蛇からは「意外と戦上手」であると評された。再度、奇襲する機会を窺っていたが、クヌート達が引き上げてもぬけの殻となった陣地に来て愕然とし、その結果に納得いかず戦後は行方を晦ましている。
パテール
声 - 家中宏
ケティル農場の奉公人。ケティル農場の経理を担当しているが、奴隷あがりのため、奉公人からはうとまれ、目の仇にされている。
律儀で誠実な性格で、奴隷身分のエイナルやトルフィンに対しても公正な態度を貫き、農場内で事件が発生した折には、自ら徹底した捜査を行って彼らの窮地を救ったこともある。しかし公正であるがゆえに、貧しさから盗みを働いた子供に対しても厳格な態度をとる。
戦争ではトルフィンやエイナルにその安否を気遣われたが、確認できる限りでは左腕を負傷しただけで済んでいる。
アルネイズ
声 - 佐古真弓
ケティルの女奴隷。ケティルに気に入られ、愛人として保護されているが、それゆえ解放されることを諦めかけている。ケティルの正妻からは目の敵にされ、辛辣な態度をとられている。心優しい性格と美貌を持ち合わせ、エイナルに一目惚れされる。
奴隷になる前はスウェーデンの集落で夫ガルザル、息子ヒャルティとともに暮らしていた。しかし遠方の泥炭地を巡る争いで、男達が村を空けた隙に敵の襲撃を受け村は壊滅、アルネイズはヒャルティと引き離されて奴隷として売られ、ケティルに買われた。奴隷でありながらケティルの側仕えとして厚遇され、彼の子を宿す。
その後、他の農場主のもとから逃亡してきたガルザルと再会し、スヴェルケルやトルフィンらの助けを受け、二人で逃避行を試みるが、ガルザルは死亡。自身も脱走犯として捕らえられ、それを知って激昂したケティルに棒で殴打され、瀕死の重傷を負ってしまう。
クヌートの軍勢によって農場が戦場になった隙をつき、レイフの手引きでトルフィンやエイナルと共に農場から連れ出される。夢の中でガルザル、ヒャルティと再会、一時的に意識を取り戻すが、もはや生きる気力を失っており、トルフィンやエイナルの懸命な呼びかけも及ばず、二人に感謝しながら息を引き取った。
スヴェルケル
声 - 麦人
ケティルの父で、先代の当主。気難しい人物だが、エイナルとトルフィンを見て彼の仕事を手伝う代わりに、二人に馬と重量犂を貸し与える。ケティルの農場経営方針を疑問に思っており、あまり折り合いが良くない。キリスト教徒だが文字が読めないので「蛇」に聖書を読んでもらっている。トルフィン達とともにアルネイズと夫の逃避行を助ける。
奉公人たち
自前の耕作地を持たず、ケティル農場で雇われている。自分らより身分の低いトルフィンら奴隷をいじめることでプライドを保っている。トルフィンとエイナルが耕した畑を荒らし、エイナルに問い詰められてシラを切ったため喧嘩となる。その後、ケティルに2人の処罰を訴えるも、パテールによって畑を荒らした証拠が見つかったため不問にされる。ケティル農場侵攻では、戦いに駆り出されるも大半が戦死もしくは逃亡する。
「客人」
ケティルが雇っている農場の用心棒。「蛇」が言うには、「ヘマをやらかしたせいで、本名を名乗れない」者たち。故に構成員は「蛇」自身を含め皆「キツネ」（声 - 高橋伸也）、「アナグマ」（声 - 後藤ヒロキ）など、動物の名前を通り名にしている。
「蛇」
声 - 小松史法
「客人」たちのリーダー。
奴隷に対し悪ノリした客人たちを制裁したり、トルフィンら奴隷にも気さくに接するなど公平な人物。部下の命を大事にする一方、スヴェルケルとウマが合うようで、彼の小屋によく入り浸っている。「客人」の中でも腕が立ち、トールギルに剣を教えたのは彼のようである。教養があり、ベッドに寝たきりになったスヴェルケルに聖書を読み聞かせている。洞察力にも長け、トルフィンの戦士としての性質をいち早く見抜いていた。
逃亡奴隷ガルザルがアルネイズを連れ出した際、他の「客人」の命が損なわれたことに激怒し、アルネイズらを助けようとするトルフィンに対峙する。
本物の「鉄拳のケティル」に面識があり、地主のケティルがその名声を見栄で利用していることを察していた。しかしクヌートによるケティル農場侵攻の際には、ケティルに雇ってもらった恩を返すために、勝ち目がない戦だと理解した上で、クヌート軍に対抗するためにケティルの元に寄せ集められた奉公人達の指揮を執った。後にトルフィンらの諫言により、クヌートが農場の接収を取りやめたことに感謝し、自らの真の名「ロアルド・グリムソン」（グリムの子ロアルド）をトルフィンらに教えた。その後、スヴェルケルに扱かれながら他の「客人」たちとともに農作業を手伝っている。

ハラルド
声 - 佐藤拓也
スヴェンの長子、クヌートの兄。スヴェンの死後、デンマーク王位を継ぐ。イングランドを治める弟クヌートとは良好な関係を保っていたが、1018年、病に倒れそのまま崩御。嫡子がいなかったため、デンマークはクヌートが継いだ。作中では、両王国の盤石化を図ったクヌートによる暗殺（毒殺）となっている。
ウルフ
声 - 間宮康弘
クヌートの従士長で、剣の達人。トールギルを部下に持つ。クヌートの命により、短気なオルマルを利用してケティルを逮捕すべく部下をけしかける。
クヌートと共にケティル農場へ兵を進めた時は、海から奇襲を仕掛けたトールギルからクヌートを守るために奮戦して追い返した。このとき右目を失っている。
トルフィン（ギョロ目）
声 - 橘龍丸
トルフィンの名を持ち、トルフィンと似た特徴（年齢、金髪、茶色の目）を持つ青年。そのためトルフィンと間違えられてレイフに買い取られた元奴隷。現在はレイフの養子になっており、その目付きから「ギョロ目」や「ギョロ」と呼ばれている。イェリングでオルマルと諍いを起こす。思ったことを逡巡なく口にしてしまう良くも悪くも素直な性分であり、元奴隷である暗さを感じさせない。落ち着いたトルフィンやエイナルと比べ、物事へのリアクションが大きく、何かにつけ騒いでいることが多い三枚目な人物で、コメディリリーフ的存在。
レイフに付き添って、トルフィン達の北海横断に同行することになった。
ガルザル
声 - 増元拓也
ケティル農場に現れた逃亡奴隷。アルネイズの元夫。帰る家を失ったのち自身も奴隷身分に落とされ、デンマークの農場で働かされていたが、農場主とその一家を殺して逃亡、ケティルの農場で暮らすアルネイズを迎えにくる。戦士としてはかなりの腕前で、「客人」を何人も血祭りに上げるも深手を負い、最期はアルネイズに看取られて息を引き取った。

### 繋がれたアジサシ編
グズリーズ
グリーンランドからシグルドのもとに嫁ぎにきた19歳の女性。誕生日は11月5日。レイフの弟・ソルヴァルドの未亡人であり、レイフにとって義妹にあたる。
幼いときにレイフから「世界」について聞かされて以来、船乗りになって外の世界の冒険に出ることを願っているが、女性であるが故叶わないでいる。明るく自由奔放な性格。家事は苦手だが、男顔負けの体力の持ち主。
レイフ一行からは「グズリ」と呼ばれる。
シグルド
ハーフダンの息子。誕生日は6月10日。容貌は幼少編の時の父と瓜二つである。父のように畏怖される男を目指すが、仲間からは「シグやん」と呼ばれて親しまれており、「別に怖いから従ってるわけじゃないのに」などと気安く扱われてしまっている。
レイフ一行がグズリーズを攫おうとしてると早とちりし、鉄鎖で襲い掛かるが、誤解と知って謝る素直さは持ち合わせている。また、グズリーズが自分を刺して逃げだした時も、極寒の中で彼女が凍えてしまうことを真っ先に心配するなど、根は優しい性格である。トルケルのことを非常に尊敬している。
レイフ一行を追っていたが途中で見失い、ヴァグン大隊に捕らえられて奴隷として売られてしまう。その後、トルケル軍に買われて雑用を強いられて反発するが、トルケルから激励を受けると一転して仕事に励むようになる。
ハトルゲルド
シグルドの妻で第二夫人。縦ロールが特徴的な美人でシグルドとは幼馴染の間柄でもある。幼少期は男子と思える服装をしており、シグルドを鍛えていた。

### 北海横断編
カルリ
焼き打ちにあった村で、結果的にただ一人の生き残りとなった乳児。争いに巻き込まれるのを恐れた親族から引き取りを拒まれたため、トルフィン達は里親を探すこととなる。後に里親が見つかるが、別れることへの泣き声にグズリーズが耐えられなかったことから、その後も一行と同行し、最終的にトルフィンとグズリーズの義理の息子となる。
ヒルド
狩人を生業とする女性。誕生日は11月23日。天才的な工学技術センスの持ち主で、8年前は優秀な大工として、水車の力を利用した自動ノコギリや、ベアリングに近い物を構想、開発するほどであった。しかしアシェラッド兵団の襲撃によって父フラヴンケルをトルフィンに殺され、自身は辛くも沢に落下し逃げ延び、顔に酷い怪我を負いながらも狩人を営む老人に救助される。その老人に師事し、狩人としての腕を磨き、さらに大工としての技能を活かし、弩の弱点である低い連射速度を解決した改良型弩を作り出す。その後全くの偶然で再会したトルフィンに一騎討ちを挑み、彼の両足を撃ち抜き悲願の復讐を果たす寸前まで追い詰めるが、彼を庇う父と師の幻影を見たことで断念。トルフィンが「ヴィンランドに平和な国を作る」という目的を果たせるか否か「監視」するという名目で行動を共にすることになる。
ヴァグン
ヨーム戦士団大隊長。軍団内でフローキと政治的に対立しており、亡きトールズの仇討ちというフローキを討つ大義名分を得る意味も兼ねて、優れた戦士であるトルフィンを自軍営に招こうとしていた。謀略家であるフローキと対称的に武闘派で豪胆な印象が強い人物だが、フローキの依頼を受けたトルケル軍襲来の混乱の中で自軍に潜伏していたガルム達の襲撃を受けて殺害される。
ガルム
フローキに雇われている戦士。飄々とした軽い雰囲気の優男だが、生死の狭間を掻い潜る様な状況にしか生きる喜びを見出せなくなった結果、強者との戦闘を望むあまり、闘う相手も手段も選ばない一種の戦闘狂。
幼少期からすでにその片鱗を見せており、親や子供達から気味悪がられていた。ある日、耳を噛み千切られた少年の仕返しに来た青年達を殺し、それを見て自分を殺そうとした大人達も返り討ちにした。
ギミックが仕込まれた槍の扱いに長けており、ヴァグンをあっさりと殺害しただけでなくトルフィンに軽々と手傷を負わせるほどの速さと技量の持ち主。また、離れたところから下女の中に潜んでいた刺客を見抜くなど、観察眼も優れている。
ヴァグンを殺したことでトルケルと敵対することになったためフローキに捕えられて、和平交渉のためにトルケル軍に身柄を送られる。交渉が決裂してそのまま置き去りにされると、トルケルに挑発するように頼んで彼と一騎打ちを行い、互角の死闘を演じた末に引き分ける。トルケルに戦ってくれたことに感謝し、トルフィンと再戦すべくその場を去る。そして、トルフィンと再戦するが、アシェラッドと同じ戦法を使ったトルフィンに敗れ気絶。目を覚ました後、トルフィンのことを認め、再戦を宣言してその場を去った。
バルドル
先代ヨーム戦士団首領の息子でありフローキの孫。戦いを好まない純朴な少年だが、フローキは孫の将来のためにと、次代ヨーム戦士団首領にするために様々な画策を行う。トルフィンとは従兄弟の関係で、トルフィンにヨーム戦士団の首領に就いてもらいたいと考えている。
ユミル
フローキの切り札である猿のような大男。トルケルにも劣らぬ怪力を持ち、フローキのことをパパと呼んでいる。トルケルとの激闘の末に倒されるが、実力を気に入られトルケルに引き取られる。

### ヴィンランド建国編
コーデリア
ハーフダンの奴隷で本名はハルヴァル。ある人物に体格や風貌がとても似ており、その人物に会ったことのある人は皆、似ていると話す。「将軍様」と呼ばれる男の男子として生をうけたが、戦場に連れていかれる恐怖のため、母親が咄嗟に「女の子」と嘘をつき、女の子として生きることとなった。しかし成長するに従って誤魔化せなくなったことから、母と逃亡。舟が嵐にあったことで波に攫われ、一人でいたところで奴隷となった経緯を持つ。

### 第18巻刊行時点におけるトルフィンの系譜
|  |  | 男性 | 男性 | 男性 | 男性 | 男性 | 男性 |  |  | 女性 | 女性 | 女性 | 女性 | 女性 | 女性 |  |  | 故人 | 故人 | 故人 | 故人 | 故人 | 故人 |

|        |        |        |        |                   |                   |                   |                   |                   |                   |          |          | ハラルド |          |        |        |            |            |            |            |                                     |                                     |                                     |                                     |                                     |                                     |          |          |                 |                 |                 |                 |                 |                 |  |  |  |  |  |  |  |  |  |  |  |  |  |  |  |  |  |  |
|        |        |        |        |                   |                   |                   |                   |                   |                   |          |          |          |          |        |        |            |            |            |            |                                     |                                     |                                     |                                     |                                     |                                     |          |          |                 |                 |                 |                 |                 |                 |  |  |  |  |  |  |  |  |  |  |  |  |  |  |  |  |  |  |
|        |        |        |        |                   |                   |                   |                   |                   |                   |          |          |          |          |        |        |            |            |            |            |                                     |                                     |                                     |                                     |                                     |                                     |          |          |                 |                 |                 |                 |                 |                 |  |  |  |  |  |  |  |  |  |  |  |  |  |  |  |  |  |  |
|        |        |        |        |                   |                   |                   |                   |                   |                   |          |          |          |          |        |        |            |            |            |            |                                     |                                     |                                     |                                     |                                     |                                     |          |          |                 |                 |                 |                 |                 |                 |  |  |  |  |  |  |  |  |  |  |  |  |  |  |  |  |  |  |
|        |        |        |        | 元大隊長 トルケル | 元大隊長 トルケル | 元大隊長 トルケル | 元大隊長 トルケル | 元大隊長 トルケル | 元大隊長 トルケル |          |          |          |          |        |        |            |            |            |            | ヨーム戦士団 2代首領 シグヴァルディ | ヨーム戦士団 2代首領 シグヴァルディ | ヨーム戦士団 2代首領 シグヴァルディ | ヨーム戦士団 2代首領 シグヴァルディ | ヨーム戦士団 2代首領 シグヴァルディ | ヨーム戦士団 2代首領 シグヴァルディ |          |          | 小隊長 フローキ | 小隊長 フローキ | 小隊長 フローキ | 小隊長 フローキ | 小隊長 フローキ | 小隊長 フローキ |  |  |  |  |  |  |  |  |  |  |  |  |  |  |  |  |  |  |
|        |        |        |        | 元大隊長 トルケル | 元大隊長 トルケル | 元大隊長 トルケル | 元大隊長 トルケル | 元大隊長 トルケル | 元大隊長 トルケル |          |          |          |          |        |        |            |            |            |            | ヨーム戦士団 2代首領 シグヴァルディ | ヨーム戦士団 2代首領 シグヴァルディ | ヨーム戦士団 2代首領 シグヴァルディ | ヨーム戦士団 2代首領 シグヴァルディ | ヨーム戦士団 2代首領 シグヴァルディ | ヨーム戦士団 2代首領 シグヴァルディ |          |          | 小隊長 フローキ | 小隊長 フローキ | 小隊長 フローキ | 小隊長 フローキ | 小隊長 フローキ | 小隊長 フローキ |  |  |  |  |  |  |  |  |  |  |  |  |  |  |  |  |  |  |
|        |        |        |        |                   |                   |                   |                   |                   |                   |          |          |          |          |        |        |            |            |            |            |                                     |                                     |                                     |                                     |                                     |                                     |          |          |                 |                 |                 |                 |                 |                 |  |  |  |  |  |  |  |  |  |  |  |  |  |  |  |  |  |  |
|        |        |        |        |                   |                   |                   |                   |                   |                   |          |          |          |          |        |        |            |            |            |            |                                     |                                     |                                     |                                     |                                     |                                     |          |          |                 |                 |                 |                 |                 |                 |  |  |  |  |  |  |  |  |  |  |  |  |  |  |  |  |  |  |
|        |        |        |        | 元大隊長 トールズ | 元大隊長 トールズ | 元大隊長 トールズ | 元大隊長 トールズ | 元大隊長 トールズ | 元大隊長 トールズ |          |          | ヘルガ   | ヘルガ   | ヘルガ | ヘルガ | ヘルガ     | ヘルガ     |            |            | ヨーム戦士団 先代首領               | ヨーム戦士団 先代首領               | ヨーム戦士団 先代首領               | ヨーム戦士団 先代首領               | ヨーム戦士団 先代首領               | ヨーム戦士団 先代首領               |          |          | 娘              | 娘              | 娘              | 娘              | 娘              | 娘              |  |  |  |  |  |  |  |  |  |  |  |  |  |  |  |  |  |  |
|        |        |        |        | 元大隊長 トールズ | 元大隊長 トールズ | 元大隊長 トールズ | 元大隊長 トールズ | 元大隊長 トールズ | 元大隊長 トールズ |          |          | ヘルガ   | ヘルガ   | ヘルガ | ヘルガ | ヘルガ     | ヘルガ     |            |            | ヨーム戦士団 先代首領               | ヨーム戦士団 先代首領               | ヨーム戦士団 先代首領               | ヨーム戦士団 先代首領               | ヨーム戦士団 先代首領               | ヨーム戦士団 先代首領               |          |          | 娘              | 娘              | 娘              | 娘              | 娘              | 娘              |  |  |  |  |  |  |  |  |  |  |  |  |  |  |  |  |  |  |
|        |        |        |        |                   |                   |                   |                   |                   |                   |          |          |          |          |        |        |            |            |            |            |                                     |                                     |                                     |                                     |                                     |                                     |          |          |                 |                 |                 |                 |                 |                 |  |  |  |  |  |  |  |  |  |  |  |  |  |  |  |  |  |  |
|        |        |        |        |                   |                   |                   |                   |                   |                   |          |          |          |          |        |        |            |            |            |            |                                     |                                     |                                     |                                     |                                     |                                     |          |          |                 |                 |                 |                 |                 |                 |  |  |  |  |  |  |  |  |  |  |  |  |  |  |  |  |  |  |
|        |        |        |        |                   |                   |                   |                   |                   |                   |          |          |          |          |        |        |            |            |            |            |                                     |                                     |                                     |                                     |                                     |                                     |          |          |                 |                 |                 |                 |                 |                 |  |  |  |  |  |  |  |  |  |  |  |  |  |  |  |  |  |  |
| アーレ | アーレ | アーレ | アーレ | アーレ            | アーレ            |                   |                   | ユルヴァ          | ユルヴァ          | ユルヴァ | ユルヴァ | ユルヴァ | ユルヴァ |        |        | トルフィン | トルフィン | トルフィン | トルフィン | トルフィン                          | トルフィン                          |                                     |                                     | バルドル                            | バルドル                            | バルドル | バルドル | バルドル        | バルドル        |                 |                 |                 |                 |  |  |  |  |  |  |  |  |  |  |  |  |  |  |  |  |  |  |
| アーレ | アーレ | アーレ | アーレ | アーレ            | アーレ            |                   |                   | ユルヴァ          | ユルヴァ          | ユルヴァ | ユルヴァ | ユルヴァ | ユルヴァ |        |        | トルフィン | トルフィン | トルフィン | トルフィン | トルフィン                          | トルフィン                          |                                     |                                     | バルドル                            | バルドル                            | バルドル | バルドル | バルドル        | バルドル        |                 |                 |                 |                 |  |  |  |  |  |  |  |  |  |  |  |  |  |  |  |  |  |  |

## 書誌情報
単行本は「マガジン版」の1・2巻が出されたあと、判型・収録話数を改めて「アフタヌーン版」として新しく1巻から再版されている。
- 幸村誠『ヴィンランド・サガ』、講談社〈講談社コミックス〉[15]
  1. 2005年7月15日発売、ISBN 978-4-06-363559-1
  2. 2005年11月17日発売、ISBN 978-4-06-363580-5
- 幸村誠『ヴィンランド・サガ』、講談社〈アフタヌーンKC〉、既刊28巻（2024年6月21日現在）[15]
  1. 2006年8月23日発売、ISBN 4-06-314423-2
  2. 2006年9月22日発売、ISBN 4-06-314428-3
  3. 2006年10月23日発売、ISBN 4-06-314433-X
  4. 2007年2月23日発売、ISBN 978-4-06-314440-6
  5. 2007年10月23日発売、ISBN 978-4-06-314473-4
  6. 2008年6月23日発売、ISBN 978-4-06-314510-6
  7. 2009年2月23日発売、ISBN 978-4-06-314544-1
  8. 2009年9月23日発売、ISBN 978-4-06-314581-6
  9. 2010年6月23日発売、ISBN 978-4-06-310672-5
  10. 2011年4月22日発売、ISBN 978-4-06-310736-4
  11. 2012年1月23日発売、ISBN 978-4-06-387801-1
  12. 2012年11月22日発売、ISBN 978-4-06-387850-9
  13. 2013年7月23日発売、ISBN 978-4-06-387909-4
  14. 2014年2月21日発売、ISBN 978-4-06-387956-8
  15. 2014年10月23日発売、ISBN 978-4-06-387999-5
  16. 2015年6月23日発売、ISBN 978-4-06-388062-5
  17. 2016年1月22日発売、ISBN 978-4-06-388109-7
  18. 2016年8月23日発売、ISBN 978-4-06-388170-7
  19. 2017年4月21日発売、ISBN 978-4-06-388251-3
  20. 2017年11月22日発売、ISBN 978-4-06-510362-3
  21. 2018年8月23日発売、ISBN 978-4-06-512433-8
  22. 2019年6月21日発売、ISBN 978-4-06-515180-8
  23. 2019年11月22日発売、ISBN 978-4-06-517507-1
  24. 2020年10月23日発売、ISBN 978-4-06-521004-8
  25. 2021年7月21日発売、ISBN 978-4-06-523605-5
  26. 2022年5月23日発売、ISBN 978-4-06-527928-1
  27. 2023年6月22日発売、ISBN 978-4-06-531910-9
  28. 2024年6月21日発売、ISBN 978-4-06-535519-0
- 『ヴィンランド・サガ 公式ガイドブック』、講談社〈KCデラックス〉、2019年7月23日発売[15]、ISBN 978-4-06-516384-9

## 音楽朗読劇
サウンドシアターの企画により、SUPER SOUND THEATRE 『VINLAND SAGA〜英雄復活の章〜』のタイトルで2017年9月30日 - 10月1日に舞浜アンフィシアターを会場に行われた。全4公演。脚本・演出は冨岡淳広、音楽監督は土屋雄作。

## 舞台
舞台『ヴィンランド・サガ』〜海の果ての果て 篇〜、舞台『ヴィンランド・サガ』〜英雄復活 篇〜のタイトルで2024年4月19日から29日までこくみん共済 coop ホール/スペース・ゼロを会場に上演された。主演は、橋本祥平。脚本・演出は、西田大輔。

### キャスト
- トルフィン - 橋本祥平
- クヌート - 北村諒
- トールズ - 中村誠治郎
- トルケル - 林野健志
- ビョルン - 磯貝龍乎
- フローキ - 村田洋二郎
- ユルヴァ - 山崎紗彩「海の果ての果て 篇」のみ
- ラグナル - 佐久間祐人
- ヴィリバルド - 林田航平
- アスゲート - 加藤靖久
- アトリ - 澤田拓郎
- 耳 - 本間健大
- ハーフダン - 書川勇輝
- アシェラッド - 萩野崇

### スタッフ
- 原作 - 幸村誠『ヴィンランド・サガ』（講談社『アフタヌーン』連載）
- 脚本・演出 - 西田大輔

## テレビアニメ
2018年3月にツインエンジン企画によるアニメ化が発表され、SEASON1が2019年7月から12月までNHK総合にて2クールで放送された。ナレーションは松田健一郎。初回は75分スペシャルとして第1話から第3話が連続一挙放送された。
SEASON2は2023年1月から6月までTOKYO MXほかにて放送された。

### スタッフ（テレビアニメ）
|                                 | SEASON1                          | SEASON2                               |
| ------------------------------- | -------------------------------- | ------------------------------------- |
| 原作                            | 幸村誠                           | 幸村誠                                |
| 監督                            | 籔田修平                         | 籔田修平                              |
| シリーズ構成                    | 瀬古浩司                         | 瀬古浩司                              |
| キャラクターデザイン 総作画監督 | 阿比留隆彦                       | 阿比留隆彦                            |
| 美術監督                        | 竹田悠介、平林いずみ、大貫賢太郎 | 竹田悠介、平林いずみ、大貫賢太郎      |
| 色彩設計                        | 橋本賢                           | 橋本賢                                |
| 色彩設計                        | N/A                              | 西田みのり                            |
| 3DCG監督                        | 竹鼻まゆ                         | 小川耕平                              |
| 撮影監督                        | 川下裕樹                         | 川下裕樹                              |
| 撮影監督                        | N/A                              | 松向寿                                |
| 編集                            | 木村佳史子                       | 木村佳史子                            |
| 音響監督                        | はたしょう二                     | はたしょう二                          |
| 音楽                            | やまだ豊                         | やまだ豊                              |
| 音楽プロデューサー              | 舩橋宗寛                         | N/A                                   |
| 音楽制作                        | 金野沙矢香                       | フジパシフィックミュージック          |
| プロデューサー                  | 藤山直廉                         | 藤山直廉                              |
| プロデューサー                  | 上田陽子、杉田光啓               | 松本整、米澤明、大和雅恵              |
| アニメーション プロデューサー   | 長谷川博哉                       | 長谷川博哉                            |
| 制作                            | WIT STUDIO                       | MAPPA                                 |
| 製作                            | ヴィンランド・サガ 製作委員会    | ヴィンランド・サガ SEASON2 製作委員会 |

### 主題歌

#### SEASON1
「MUKANJYO」
Survive Said The Prophet作詞・作曲・編曲・歌によるSEASON1第1クールのオープニングテーマ。
「Dark Crow」
MAN WITH A MISSIONによるSEASON1第2クールのオープニングテーマ。作詞はKamikaze BoyとJean-Ken Johnny、作曲はKamikaze Boy、編曲はMAN WITH A MISSIONおよび大島こうすけ。
「Torches」
AimerによるSEASON1第1クールのエンディングテーマ。作詞はaimerrhythm、作曲は飛内将大、編曲は玉井健二と飛内将大。
「Drown」
miletによるSEASON1第2クールのエンディングテーマ。作詞・作曲はmiletとRyosuke"Dr.R"Sakai、編曲はRyosuke"Dr.R"Sakai。

#### SEASON2
「River」
AnonymouzによるSEASON2第1クールのオープニングテーマ。作詞はAnonymouz、作曲はAnonymouzとValerie JamesとPeter James、編曲はRyuichi Kureha。
「Paradox」
Survive Said The ProphetによるSEASON2第2クールのオープニングテーマ。
「Without Love」
LMYKによるSEASON2第1クールのエンディングテーマ。作詞・作曲はLMYKとJames Harris IIIとTerry LewisとJohn Jackson。
「Ember」
haju:harmonicsによるSEASON2第2クールのエンディングテーマ。

### 各話リスト
| 話数    | サブタイトル        | 脚本              | 絵コンテ          | 演出                     | 作画監督 | 初放送日       |         |         |         |         |         |         |         |         |         |         |         |         |         |         |         |         |         |         |
| SEASON1 | SEASON1             | SEASON1           | SEASON1           | SEASON1                  | SEASON1 | SEASON1        | SEASON1 | SEASON1 | SEASON1 | SEASON1 | SEASON1 | SEASON1 | SEASON1 | SEASON1 | SEASON1 | SEASON1 | SEASON1 | SEASON1 | SEASON1 | SEASON1 | SEASON1 | SEASON1 | SEASON1 | SEASON1 |
| ------- | ------------------- | ----------------- | ----------------- | ------------------------ | --- | -------------- | ------- | ------- | ------- | ------- | ------- | ------- | ------- | ------- | ------- | ------- | ------- | ------- | ------- | ------- | ------- | ------- | ------- | ------- |
| #01     | ここではないどこか  | 瀬古浩司          | 籔田修平          | 籔田修平                 | 阿比留隆彦 井川麗奈 加藤美穂 | 2019年 7月8日  |         |         |         |         |         |         |         |         |         |         |         |         |         |         |         |         |         |         |
| #02     | 剣                  | 瀬古浩司          | 長沼範裕          | 左藤洋二                 | 山中正博 長谷川早紀 稲田俊子 | 2019年 7月8日  |         |         |         |         |         |         |         |         |         |         |         |         |         |         |         |         |         |         |
| #03     | 戦鬼                | 瀬古浩司          | 佐野隆史          | 山本陽介                 | 長谷川早紀 若狭賢史 | 2019年 7月8日  |         |         |         |         |         |         |         |         |         |         |         |         |         |         |         |         |         |         |
| #04     | 本当の戦士          | 瀬古浩司          | 齋藤哲人          | 板庇迪                   | 井川麗奈 加藤美穂 髙部光章 網修次郎 リ シャオレイ 阿比留隆彦 | 7月29日        |         |         |         |         |         |         |         |         |         |         |         |         |         |         |         |         |         |         |
| #05     | 戦鬼の子            | 猪原健太 瀬古浩司 | 小林敦            | 平向智子 左藤洋二        | 阿比留隆彦 若狭賢史 村田睦明 栗原基彦 渡邉慶子 山本無以 稲田俊子 | 8月5日         |         |         |         |         |         |         |         |         |         |         |         |         |         |         |         |         |         |         |
| #06     | 旅の始まり          | 猪原健太 瀬古浩司 | 佐野隆史          | 山本陽介                 | 稲田俊子 リ シャオレイ 渡邉慶子 山本無以 栗原基彦 井上修一 田中耕平 若狭賢史 村田睦明 | 8月12日        |         |         |         |         |         |         |         |         |         |         |         |         |         |         |         |         |         |         |
| #07     | 北人                | 猪原健太 瀬古浩司 | 小林敦            | 内田信吾                 | 阿比留隆彦 山中正博 若狭賢史 村田睦明 佐藤誠之 栗原基彦 | 8月19日        |         |         |         |         |         |         |         |         |         |         |         |         |         |         |         |         |         |         |
| #08     | 海の果ての果て      | 猪原健太 瀬古浩司 | 越田知明          | 越田知明                 | 渡邉慶子 リ シャオレイ | 8月29日        |         |         |         |         |         |         |         |         |         |         |         |         |         |         |         |         |         |         |
| #09     | ロンドン橋の死闘    | 猪原健太 瀬古浩司 | 松林唯人          | 板庇迪                   | 吉岡毅 リ シャオレイ 山中正博 村田睦明 山本無以 井上修一 | 9月2日         |         |         |         |         |         |         |         |         |         |         |         |         |         |         |         |         |         |         |
| #10     | ラグナロク          | 猪原健太 瀬古浩司 | 市村徹夫          | 須之内佑典 桜庭愛子      | 渡邉慶子 稲田俊子 村田睦明 長谷川早紀 若狭賢史 前原薫 | 9月16日        |         |         |         |         |         |         |         |         |         |         |         |         |         |         |         |         |         |         |
| #11     | 賭け                | 猪原健太 瀬古浩司 | サトウシンジ      | 吉川志我津               | 渡邉慶子 佐藤誠之 リ シャオレイ 山中正博 稲田俊子 若狭賢史 栗原基彦 松本幸子 手塚響平 宮脇直央 山本無以 二宮壮史 越智信次 林隆祥 米田紘                                                           | 9月23日        |         |         |         |         |         |         |         |         |         |         |         |         |         |         |         |         |         |         |
| #12     | 対岸の国            | 猪原健太 瀬古浩司 | 越田知明          | 左藤洋二                 | 村田睦明 辻村幸輝 山中正博 稲田俊子 門脇聡 リ ドンイク パク ヘラン 長谷川早紀 渡邉慶子 若狭賢史 山本無以 千葉崇明 工藤晃子 坂田直美 久野未来 井上修一                                             | 9月30日        |         |         |         |         |         |         |         |         |         |         |         |         |         |         |         |         |         |         |
| #13     | 英雄の子            | 猪原健太 瀬古浩司 | 福田道生          | 山本陽介                 | 若狭賢史 渡邉慶子 稲田俊子 村田睦明 門脇聡 工藤晃子 井上修一 栗原基彦 松本幸子 栗西祐輔 久野未来 パク ヘラン 二宮壮史 阿比留隆彦 坂田直美                                                         | 10月7日        |         |         |         |         |         |         |         |         |         |         |         |         |         |         |         |         |         |         |
| #14     | 暁光                | 猪原健太 瀬古浩司 | 小林敦            | 小林敦                   | 山本無以 吉岡毅 佐藤誠之 村田睦明 辻村幸輝 井上修一 松本幸子 網修次郎 栗原基彦 | 10月14日       |         |         |         |         |         |         |         |         |         |         |         |         |         |         |         |         |         |         |
| #15     | 冬至祭のあと        | 猪原健太 瀬古浩司 | 市村徹夫          | 板庇迪                   | 渡邉慶子 稲田俊子 山中正博 ヤン ビョンギル キム ヨンシック 松本幸子 二宮壮史 久野未来 阿比留隆彦 栗原基彦 林隆祥                                                                                  | 10月21日       |         |         |         |         |         |         |         |         |         |         |         |         |         |         |         |         |         |         |
| #16     | ケダモノの歴史      | 猪原健太 瀬古浩司 | 大橋誉志光        | 安藤貴史                 | 千葉崇明 手塚響平 若狭賢史 辻村幸輝 山本無以 松本幸子 チョウ ショウイ 田村恭穂 藤井大輝 シム ミンヒョン シェ ウォン チェン 青木駿介 井上修一                                                      | 10月28日       |         |         |         |         |         |         |         |         |         |         |         |         |         |         |         |         |         |         |
| #17     | 仕えし者            | 猪原健太 瀬古浩司 | 福田道生          | 黒瀬大輔 板庇迪 山本陽介 | 前原薫 村田睦明 佐藤誠之 渡邉慶子 門脇聡 シェ ウォン チェン ヤン ビョンギル 山中正博 田中耕平 二宮壮史 松本幸子 萩尾圭太 青木駿介                                                                 | 11月4日        |         |         |         |         |         |         |         |         |         |         |         |         |         |         |         |         |         |         |
| #18     | ゆりかごの外        | 猪原健太 瀬古浩司 | 村田和也          | 網修次郎 小林敦          | チョウ ショウイ ヤン ビョンギル 山本無以 若狭賢史 辻村幸輝 半田大貴 山内遼 二宮壮史 吉岡毅 | 11月18日       |         |         |         |         |         |         |         |         |         |         |         |         |         |         |         |         |         |         |
| #19     | 共闘                | 猪原健太 瀬古浩司 | 佐野隆史          | 左藤洋二 板庇迪          | 渡邊慶子 村田睦明 山中正博 手塚響平 シム ミンヒョン 若狭賢史 辻村幸輝 山本無以 松本幸子 田村恭穂 千葉崇明 久野未来 宮崎里美 菊池聡延 富田恵美 宮村明 猪瀬富士夫 栗西祐輔 ヤン ビョンギル 田中耕平 | 11月25日       |         |         |         |         |         |         |         |         |         |         |         |         |         |         |         |         |         |         |
| #20     | 王冠                | 猪原健太 瀬古浩司 | アベ ユーイチ     | 板庇迪                   | 佐藤誠之 三木敏明 村田睦明 山中正博 若狭賢史 山内遼 伊澤珠美 室山祥子 新宮祐介 山本無以 ヤン ビョンギル フュ トゥ チャン ホーアン 宮崎里美 辻村幸輝 清水麻未 吉岡毅 久野美来                      | 12月2日        |         |         |         |         |         |         |         |         |         |         |         |         |         |         |         |         |         |         |
| #21     | 再会                | 猪原健太 瀬古浩司 | 大橋誉志光        | 須之内佑典               | 千葉崇明 松本幸子 渡邉慶子 阿比留隆彦 | 12月9日        |         |         |         |         |         |         |         |         |         |         |         |         |         |         |         |         |         |         |
| #22     | 孤狼                | 猪原健太 瀬古浩司 | 市村徹夫          | 江島泰男                 | 山田真也 三木俊明 伊澤珠美 川崎玲奈 降籏秀吉 青木駿介 | 12月16日       |         |         |         |         |         |         |         |         |         |         |         |         |         |         |         |         |         |         |
| #23     | 誤算                | 猪原健太 瀬古浩司 | 小林敦            | 山本陽介                 | 佐藤誠之 山本無以 チョウ ショウイ 栗西祐輔 フュ トゥ シム ミンヒョン | 12月23日       |         |         |         |         |         |         |         |         |         |         |         |         |         |         |         |         |         |         |
| #24     | END OF THE PROLOGUE | 猪原健太 瀬古浩司 | 松林唯人 籔田修平 | 松林唯人 籔田修平        | 門脇聡 千葉崇明 辻村幸輝 手塚響平 松本幸子 村田睦明 室山祥子 山中正博 ヤン ビョンギル 若狭賢史 渡邉慶子 吉岡毅                                                                                    | 12月30日       |         |         |         |         |         |         |         |         |         |         |         |         |         |         |         |         |         |         |
| SEASON2 |                     |                   |                   |                          | |                |         |         |         |         |         |         |         |         |         |         |         |         |         |         |         |         |         |         |
| #01     | 奴隷                | 瀬古浩司          | 籔田修平          | 新井宣圭 山本陽介        | 鈴木幸江 若狭賢史 藤田亜耶乃 本多みゆき LEE MI YOUNG 工藤晃子 稲田俊子 | 2023年 1月10日 |         |         |         |         |         |         |         |         |         |         |         |         |         |         |         |         |         |         |
| #02     | ケティルの農場      | 瀬古浩司          | 松林唯人          | 板庇迪                   | 井上修一 辻村幸輝 若狭賢史 | 1月17日        |         |         |         |         |         |         |         |         |         |         |         |         |         |         |         |         |         |         |
| #03     | 蛇                  | 瀬古浩司          | 左藤洋二          | 左藤洋二                 | 村田睦明 梁炳吉 | 1月24日        |         |         |         |         |         |         |         |         |         |         |         |         |         |         |         |         |         |         |
| #04     | 目覚め              | 瀬古浩司          | 小林敦            | 左藤洋二                 | 吉岡毅 平野翔 迎千葉瑠 | 1月31日        |         |         |         |         |         |         |         |         |         |         |         |         |         |         |         |         |         |         |
| #05     | 血の道              | 瀬古浩司          | 小竹歩            | 深瀬重                   | 平野絵美 耳浦朋彰 | 2月7日         |         |         |         |         |         |         |         |         |         |         |         |         |         |         |         |         |         |         |
| #06     | 馬がほしい          | 瀬古浩司          | 内田信吾          | 松井健人                 | 井上修一 辻村幸輝 若狭賢史 五十子忍 | 2月14日        |         |         |         |         |         |         |         |         |         |         |         |         |         |         |         |         |         |         |
| #07     | 鉄拳ケティル        | 瀬古浩司          | 松林唯人          | 板庇迪                   | 村田睦明 五十子忍 西原沙紀 李恩榮 | 2月21日        |         |         |         |         |         |         |         |         |         |         |         |         |         |         |         |         |         |         |
| #08     | カラッポな男        | 瀬古浩司          | 川尻善昭          | 松林唯人                 | 五十子忍 迎千葉瑠 村田睦明 李恩榮 | 2月28日        |         |         |         |         |         |         |         |         |         |         |         |         |         |         |         |         |         |         |
| #09     | 誓い                | 瀬古浩司          | 小林敦            | 松井健人                 | 井上修一 辻村幸輝 吉岡毅 若狭賢史 | 3月7日         |         |         |         |         |         |         |         |         |         |         |         |         |         |         |         |         |         |         |
| #10     | 呪いの首            | 瀬古浩司          | 籔田修平 井上圭介 | 金子貴弘                 | LEE MI YOUNG 井上修一 五十子忍 | 3月14日        |         |         |         |         |         |         |         |         |         |         |         |         |         |         |         |         |         |         |
| #11     | 王と剣              | 瀬古浩司          | 内田信吾          | 石川依穂                 | 辻村幸輝 村田睦明 平野翔 崔ふみひで 西原沙紀 | 3月21日        |         |         |         |         |         |         |         |         |         |         |         |         |         |         |         |         |         |         |
| #12     | 失われた愛のために  | 瀬古浩司          | 松林唯人          | 西山壮海                 | 藤田亜耶乃 丸山翔子 渡邉慶子 鈴木幸江 朱世傑 Yu Seung Hee Kim Gyeong Hwan LEE MI YOUNG 李少雷 袴田裕二 斎田恵瑠 明光 井元一彰                                                                     | 3月28日        |         |         |         |         |         |         |         |         |         |         |         |         |         |         |         |         |         |         |
| #13     | 暗雲                | 瀬古浩司          | 川尻善昭          | 青島昴希                 | 鈴木幸江 桑原幹根 崔ふみひで 篠原健二 皆川愛香利 稲田俊子 金田莉子 | 4月4日         |         |         |         |         |         |         |         |         |         |         |         |         |         |         |         |         |         |         |
| #14     | 自由                | 瀬古浩司          | 左藤洋二          | 左藤洋二                 | LEE MI YOUNG 五十子忍 朱世傑 金田莉子 | 4月11日        |         |         |         |         |         |         |         |         |         |         |         |         |         |         |         |         |         |         |
| #15     | 嵐                  | 瀬古浩司          | 内田信吾          | 五十嵐季旺               | 秋田学 井上修一 桑原幹根 辻村幸輝 新沼大祐 渡邉慶子 | 4月18日        |         |         |         |         |         |         |         |         |         |         |         |         |         |         |         |         |         |         |
| #16     | 大義                | 瀬古浩司          | 川尻善昭          | 松林唯人                 | LEE MI YOUNG 田中志穂 小泉初栄 藤井大輝 金田莉子 辻村幸輝 | 4月25日        |         |         |         |         |         |         |         |         |         |         |         |         |         |         |         |         |         |         |
| #17     | 家路                | 瀬古浩司          | 小林敦            | 石川依穂 内田信吾        | 若狭賢史 丸山翔子 朱世傑 藤田亜耶乃 吉岡毅 葛歓 | 5月2日         |         |         |         |         |         |         |         |         |         |         |         |         |         |         |         |         |         |         |
| #18     | 最初の手段          | 瀬古浩司          | 宮繁之            | 山本陽介                 | 鈴木幸江 松岡秀明 井上修一 渡邉慶子 金田莉子 | 5月9日         |         |         |         |         |         |         |         |         |         |         |         |         |         |         |         |         |         |         |
| #19     | ケティル農場の戦い  | 瀬古浩司          | 宮繁之            | 石田貴史                 | 金田莉子 辻村幸輝 小泉初栄 LEE MI YOUNG | 5月16日        |         |         |         |         |         |         |         |         |         |         |         |         |         |         |         |         |         |         |
| #20     | 痛み                | 瀬古浩司          | 森本育郎          | 青島昴希                 | 鈴木幸江 金田莉子 藤田亜耶乃 朱世傑 若狭賢史 | 5月23日        |         |         |         |         |         |         |         |         |         |         |         |         |         |         |         |         |         |         |
| #21     | 勇気                | 瀬古浩司          | 城所聖明          | 平向智子 久保太郎        | 金田莉子 藤田亜耶乃 鈴木幸江 朱世傑 柴田志朗 若狭賢史 辻村幸輝 | 5月30日        |         |         |         |         |         |         |         |         |         |         |         |         |         |         |         |         |         |         |
| #22     | 叛逆の帝王          | 瀬古浩司          | 内田信吾          | 左藤洋二                 | 井上修一 辻村幸輝 山本正文 渡邉慶子 吉岡毅 | 6月6日         |         |         |         |         |         |         |         |         |         |         |         |         |         |         |         |         |         |         |
| #23     | ふたつの道          | 瀬古浩司          | 小林敦            | 石川依穂                 | 井上修一 金田莉子 柴田志朗 朱世傑 鈴木幸江 辻村幸輝 藤田亜耶乃 山本正文 吉岡毅 若狭賢史 | 6月13日        |         |         |         |         |         |         |         |         |         |         |         |         |         |         |         |         |         |         |
| #24     | 故郷                | 瀬古浩司          | 松井健人 薮田修平 | 松井健人                 | 辻村幸輝 金田莉子 若狭賢史 藤田亜耶乃 鈴木幸江 今門卓也 井上修一 柴田志朗 山本正文 朱世傑 | 6月20日        |         |         |         |         |         |         |         |         |         |         |         |         |         |         |         |         |         |         |

### 放送局
| 放送期間                | 放送時間                     | 対象地域                      | 備考                                                                                                |
| ----------------------- | ---------------------------- | ----------------------------- | --------------------------------------------------------------------------------------------------- |
| 2019年7月8日 - 12月30日 | 月曜 0:10 - 0:35（日曜深夜） | 日本全域 （近畿広域圏を除く） | 字幕放送                                                                                            |
|                         | 月曜 0:45 - 1:10（日曜深夜） | 近畿広域圏                    | 字幕放送 NHK大阪放送局制作の『まちけん参上!〜あなたの街のおもしろ検定〜』を放送するため遅れネット。 |

インターネットでは、Amazonプライム・ビデオにて2019年7月7日より世界独占配信。第1話は「特別拡大版」として配信。
| 放送期間                | 放送時間                     | 放送局   | 対象地域 | 備考                                 |
| ----------------------- | ---------------------------- | -------- | -------- | ------------------------------------ |
| 2023年1月10日 - 6月20日 | 火曜 0:30 - 1:00（月曜深夜） | TOKYO MX | 東京都   |                                      |
|                         |                              | BS11     | 日本全域 | BS放送 / 『ANIME+』枠                |
|                         |                              | 岐阜放送 | 岐阜県   | [ 注 20 ]                            |
|                         | 火曜 20:00 - 20:30           | AT-X     | 日本全域 | CS放送 / 字幕放送 / リピート放送あり |

| NHK総合 月曜 0:10 - 0:35（日曜深夜） （近畿広域圏のみ35分遅れ） | NHK総合 月曜 0:10 - 0:35（日曜深夜） （近畿広域圏のみ35分遅れ） | NHK総合 月曜 0:10 - 0:35（日曜深夜） （近畿広域圏のみ35分遅れ） |
| 前番組                                                          | 番組名                                                          | 次番組                                                          |
| --------------------------------------------------------------- | --------------------------------------------------------------- | --------------------------------------------------------------- |
| 進撃の巨人 Season 3 Part.2                                      | ヴィンランド・サガ (SEASON1)                                    | 映像研には手を出すな！                                          |

### BD / DVD
| 巻 | 発売日         | 収録話          | 規格品番   | 規格品番   |
| 巻 | 発売日         | 収録話          | BD         | DVD        |
| -- | -------------- | --------------- | ---------- | ---------- |
| 1  | 2019年12月25日 | 第1話 - 第6話   | VPXY-71761 | VPBY-14870 |
| 2  | 2020年1月22日  | 第7話 - 第12話  | VPXY-71762 | VPBY-14871 |
| 3  | 2020年2月19日  | 第13話 - 第18話 | VPXY-71763 | VPBY-14872 |
| 4  | 2020年3月25日  | 第19話 - 第24話 | VPXY-71764 | VPBY-14873 |

| 巻 | 発売日        | 収録話          | 規格品番   | 規格品番   |
| 巻 | 発売日        | 収録話          | BD         | DVD        |
| -- | ------------- | --------------- | ---------- | ---------- |
| 上 | 2023年6月21日 | 第1話 - 第12話  | VPXY-72034 | VPBY-14185 |
| 下 | 2023年8月23日 | 第13話 - 第24話 | VPXY-72035 | VPBY-14186 |

### 評価
クランチロール・アニメアワード2024において、アニメ・オブ・ザ・イヤー、最優秀継続シリーズ賞、最優秀撮影賞、最優秀ドラマ作品賞、最優秀主演キャラクター賞（トルフィン）にノミネートされた。